# パドヴァの聖ユスティナと寄進者
『パドヴァの聖ユスティナと寄進者』（パドヴァのせいユスティナときしんしゃ、伊:Santa Giustina di Padova e un donatore）は、イタリアのルネサンス期の画家、モレット・ダ・ブレシアによる1530年ごろの板上の油彩画である。現在は、ウィーンの美術史美術館にあり、美術館の開館直後の19世紀後半に移管された。パドヴァの聖ユスティナを表している。
絵画の本来置かれていた場所は不明であり、出所や依頼者を示す文書は残っていない。この作品への最初の現存している言及は、ホーフブルク宮殿からアンブラス城への作品の移動に関する1662年の文書にある（当時は神聖ローマ帝国のコレクションにあった）。その文書は本作をティツィアーノによる作品と呼び、移動直前の目録ではラファエロに帰属された 。1733年の目録では、作品はポルデノーネに帰属されたが、1845年にランソネットはモレットへと帰属を正しく戻した。
本作のおとぎ話のような雰囲気は、ヴェネツィア派のジョルジョーネの影響なしには考えられない。古典的で堂々たる聖者には、後期ラファエロの様式を認めることもできる。